# Paul Cairns
Paul Cairns foi guitarrista da banda de heavy metal britânica Iron Maiden  de 1978 a 1979 por aproximadamente três meses. Também conhecido como "Mad Mac". Participou da gravação do EP "The Soundhouse Tapes", mas não teve o seu nome colocado nos créditos do álbum. A formação desse disco era: Paul Di'anno (Vocal), Dave Murray (Guitarra), Paul Cairns (Guitarra), Steve Harris (Baixo), Doug Sampson (Bateria).